# Gisela Bestehorn
Gisela Bestehorn (* 24. Mai 1926 in Sommersdorf; † 6. Februar 2022) war eine deutsche Schauspielerin und Synchronsprecherin.

## Leben
Als Tochter eines Pfarrers wuchs Gisela Bestehorn in der preußischen Kreisstadt Halberstadt in der Provinz Sachsen auf, wo sie die Schule und bis 1944 das Gymnasium besuchte. Nach Ende des Zweiten Weltkrieges nahm sie eine Ausbildung am dortigen Volkstheater auf und erhielt privaten Schauspielunterricht bei Joseph Crahé und Gert Beinemann, den sie 1948 mit dem Schauspiel-Diplom erfolgreich abschloss. Nach kurzer Tätigkeit als Schauspielerin in Halberstadt erhielt Gisela Bestehorn 1950 eine Anstellung an der die Volksbühne (Städtisches Theater, Bosestraße) in Leipzig, der sie bis 1966 angehörte. Danach wechselte sie zum dortigen Schauspielhaus.
1966 wurde sie die zweite Frau von Erich-Alexander Winds, der in Berlin Chefregisseur an der Deutschen Staatsoper war. Dadurch zog sie in die Hauptstadt der Deutschen Demokratischen Republik und arbeitete fortan bis Ende der 1980er Jahre freischaffend für Funk und Fernsehen, aber auch als Synchronsprecherin. Ihr Ehemann starb bereits 1972.

## Filmografie (Auswahl)
- 1963: Tote reden nicht (TV-Zweiteiler)
- 1966: Zeugen (Fernsehspiel)
- 1968: Hauptmann Florian von der Mühle
- 1968: Peer Gynt (TV)
- 1969: Seine Hoheit – Genosse Prinz
- 1969: Die Pferdekur (TV)
- 1971: Zeit der Störche
- 1971: Tod in der Kurve (TV)
- 1972: Der Herr Ornifle (TV)
- 1973: Der Floh im Ohr (TV)
- 1973: Das Fernsehpitaval: Als entlastet eingestuft – Der Fall des Staatsanwaltes Meerstrom (TV)
- 1974: Orpheus in der Unterwelt
- 1974: Die Frauen der Wardins (Fernseh-Dreiteiler)
- 1974: Zum Beispiel Josef
- 1976: Requiem für Hans Grundig (TV)
- 1977: Polizeiruf 110: Vermißt wird Peter Schnok (TV)
- 1978: Lapislazuli oder Zaubereien im Dichterbaum
- 1980: Warschauer Konzert (TV)
- 1980: Polizeiruf 110: Der Hinterhalt (TV)
- 1982: Das Fahrrad
- 1984: Ferienheim Bergkristall, Folge: Mach mal’n bißchen Dampf (TV-Reihe)
- 1986: Rabenvater
- 1986: Ferienheim Bergkristall: Folge: Das ist ja zum Kinderkriegen (TV-Reihe)
- 1989: Schauspielereien, Folge: Auf den Hund gekommen (TV)